# جام جهانی فوتبال ۲۰۰۲
جام جهانی فوتبال ۲۰۰۲ هفدهمین دورهٔ مسابقات جام جهانی بود که به میزبانی مشترک کشورهای کرهٔ جنوبی و ژاپن برگزار شد. این نخستین بار در تاریخ جام‌های جهانی بود که میزبانی جام به طور مشترک میان دو کشور برگزار می شد.
از میان ۳۲ تیم شرکت‌کننده در این دوره تیم ملی فوتبال برزیل توانست با پیروزی بر آلمان قهرمان شود. الیور کان دروازه‌بان آلمان بهترین بازیکن و رونالدو مهاجم برزیل آقای گل این بازی‌ها بودند.

## سیدبندی
| گلدان A | گلدان B                                                                                                | گلدان C                                            | گلدان D                                                                                  |
| --- | --- | -------------------------------------------------- | ---------------------------------------------------------------------------------------- |
| آرژانتین · برزیل · فرانسه (برنده جام جهانی ۱۹۹۸) · آلمان · ایتالیا · ژاپن (میزبان) · کرهٔ جنوبی (میزبان) · اسپانیا | بلژیک · کرواسی · دانمارک · انگلستان · جمهوری ایرلند · لهستان · پرتغال · روسیه · اسلوونی · سوئد · ترکیه | چین · اکوادور · پاراگوئه · عربستان سعودی · اروگوئه | کامرون · کاستاریکا · مکزیک · نیجریه · سنگال · آفریقای جنوبی · تونس · ایالات متحده آمریکا |

## ورزشگاه‌های برگزاری
برای اولین بار در جام جهانی از بیست ورزشگاه برای برگزاری این بازی‌ها استفاده شد:

### کره جنوبی
| سئول                                 | دائجو                                   | بوسان                                  | اینچئون                                 | اولسان                              |
| ------------------------------------ | --------------------------------------- | -------------------------------------- | --------------------------------------- | ----------------------------------- |
| ورزشگاه جام‌جهانی سئول گنجایش: ۶۶٬۸۰۶ | ورزشگاه جام‌جهانی دائجو گنجایش: ۶۶٬۴۲۲   | ورزشگاه آسیاد بوسان گنجایش: ۵۵٬۹۸۳     | ورزشگاه مونهاک اینچئون گنجایش: ۵۲٬۱۷۹   | ورزشگاه جام مونسو گنجایش: ۴۳٬۵۵۰    |
|                                      |                                         |                                        |                                         |                                     |
| سوون                                 | گوانگجو                                 | جئونجو                                 | دائجونگ                                 | سئوگ‌ویپو                            |
| ورزشگاه جام‌جهانی سوون گنجایش: ۴۳٬۹۵۹ | ورزشگاه جام‌جهانی گوانگجو گنجایش: ۴۴٬۱۱۸ | ورزشگاه جام‌جهانی جئونجو گنجایش: ۴۲٬۴۷۷ | ورزشگاه جام‌جهانی دائجونگ گنجایش: ۴۰٬۵۳۵ | ورزشگاه جام‌جهانی ججو گنجایش: ۴۲٬۲۵۶ |
|                                      |                                         |                                        |                                         |                                     |

### ژاپن
| یوکوهاما                                  | سایتاما                             | شیزوئوکا                                | اوساکا                           | میاگی                        |
| ----------------------------------------- | ----------------------------------- | --------------------------------------- | -------------------------------- | ---------------------------- |
| ورزشگاه بین‌المللی یوکوهاما گنجایش: ۷۲٬۳۲۷ | ورزشگاه سایتاما ۲۰۰۲ گنجایش: ۶۳٬۷۰۰ | ورزشگاه "ای‌کوپاً شیزوئوکا گنجایش: ۵۰٬۸۸۹ | ورزشگاه ناگای گنجایش: ۵۰٬۰۰۰     | ورزشگاه میاگی گنجایش: ۴۹٬۱۳۳ |
|                                           |                                     |                                         |                                  |                              |
| اوئیتا                                    | نیگاتا                              | ایباراکی                                | کوبه                             | ساپورو                       |
| ورزشگاه اوئیتا گنجایش: ۴۳٬۰۰۰             | ورزشگاه نیگاتا گنجایش: ۴۲٬۳۰۰       | ورزشگاه فوتبال کاشیما گنجایش: ۴۲٬۰۰۰    | ورزشگاه وینگ کوبه گنجایش: ۴۲٬۰۰۰ | گنبد ساپورو گنجایش: ۵۳٬۸۴۵   |
|                                           |                                     |                                         |                                  |                              |

## حاشیه‌ها

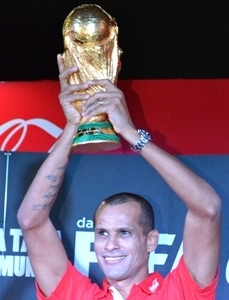
جام جهانی فوتبال ۲۰۰۲

در جریان مسابقه تیم‌های برزیل و ترکیه در مرحلهٔ گروهی (دو تیم یک بار دیگر نیز در نیمه نهایی با هم رو به رو شدند)، ریوالدو هافبک برزیل برای ضربه کرنر آماده شده بود و هاکان اونسال مدافع ترکیه ضربه‌ای به توپ زد تا توپ را به ریوالدو بدهد. شوت هاکان اونسال به ریوالدو اصابت کرد. ریوالدو اینطور وانمود کرد که این ضربه به سر او وارد شده و خود را در حالت «مصدومیت» روی زمین انداخت. داور مسابقه هاکان اونسال را از زمین اخراج کرد؛ ولی بازپخش تصاویر تلویزیونی به خوبی نشان داد که ریوالدو نقش بازی می‌کرد.

## مرحله گروهی

### گروه A
| رتبه | تیم     | بازی | برد | مساوی | باخت | گل زده | گل خورده | گل تفاضل | امتیاز | صلاحیت             |
| ---- | ------- | ---- | --- | ----- | ---- | ------ | -------- | -------- | ------ | ------------------ |
| ۱    | دانمارک | ۳    | ۲   | ۱     | ۰    | ۵      | ۲        | ۳+       | ۷      | صعود به مرحله حذفی |
| ۲    | سنگال   | ۳    | ۱   | ۲     | ۰    | ۵      | ۴        | ۱+       | ۵      | صعود به مرحله حذفی |
| ۳    | اروگوئه | ۳    | ۰   | ۲     | ۱    | ۴      | ۵        | ۱−       | ۲      |                    |
| ۴    | فرانسه  | ۳    | ۰   | ۱     | ۲    | ۰      | ۳        | ۳−       | ۱      |                    |

در این گروه ۴ تیم دانمارک، سنگال، فرانسه و اروگوئه حضور داشتند که دو تیم دانمارک و سنگال به عنوان تیم‌های اول و دوم صعود کردند. فرانسه مدافع عنوان قهرمانی بدون به ثمر رساندن حتی یک گل حذف شد.
طبق سنت جام‌های جهانی، در همان اولین دیدار شگفتی بزرگی رقم خورد و سنگال، تیم تازه‌وارد آفریقایی فرانسه بدون زین‌الدین زیدان را یک بر صفر برد تا مدافع عنوان قهرمانی اوضاع بسیار پرمخاطره‌ای پیدا کند. اوضاع پس از تساوی بدون گل مقابل اروگوئه برای فرانسه در گروه A بدتر شد و شکست دو بر صفر به دست دانمارک به این معنا بود که آن‌ها زودتر از آنچه که انتظار می‌رفت باید به خانه برگردند.

### گروه B
| رتبه | تیم           | بازی | برد | مساوی | باخت | گل زده | گل خورده | گل تفاضل | امتیاز | صلاحیت             |
| ---- | ------------- | ---- | --- | ----- | ---- | ------ | -------- | -------- | ------ | ------------------ |
| ۱    | اسپانیا       | ۳    | ۳   | ۰     | ۰    | ۹      | ۴        | ۵+       | ۹      | صعود به مرحله حذفی |
| ۲    | پاراگوئه      | ۳    | ۱   | ۱     | ۱    | ۶      | ۶        | ۰        | ۴      | صعود به مرحله حذفی |
| ۳    | آفریقای جنوبی | ۳    | ۱   | ۱     | ۱    | ۵      | ۵        | ۰        | ۴      |                    |
| ۴    | اسلوونی       | ۳    | ۰   | ۰     | ۳    | ۲      | ۷        | ۵−       | ۰      |                    |

در این گروه اسپانیا، پاراگوئه، اسلوونی و آفریقای جنوبی با هم همگروه شدند. اسپانیا در گروه B کارش را به خوبی انجام داد و هر سه بازی خود را برد. پیروزی مقابل پاراگوئه، اسلوونی و آفریقای جنوبی باعث صعود راحت آن‌ها شد. پاراگوئه تیم خوش‌اقبال گروه بود که با گل‌های زده بیشتر به دور بعد راه یافت.

### گروه C
| رتبه | تیم       | بازی | برد | مساوی | باخت | گل زده | گل خورده | گل تفاضل | امتیاز | صلاحیت             |
| ---- | --------- | ---- | --- | ----- | ---- | ------ | -------- | -------- | ------ | ------------------ |
| ۱    | برزیل     | ۳    | ۳   | ۰     | ۰    | ۱۱     | ۳        | ۸+       | ۹      | صعود به مرحله حذفی |
| ۲    | ترکیه     | ۳    | ۱   | ۱     | ۱    | ۵      | ۳        | ۲+       | ۴      | صعود به مرحله حذفی |
| ۳    | کاستاریکا | ۳    | ۱   | ۱     | ۱    | ۵      | ۶        | ۱−       | ۴      |                    |
| ۴    | چین       | ۳    | ۰   | ۰     | ۳    | ۰      | ۹        | ۹−       | ۰      |                    |

برزیل که در انتهای جام قهرمان می‌شد هم مانند اسپانیا هر نه امتیاز را در گروه C کسب کرد.
تیم ملی برزیل ترکیه، کاستاریکا و چین را بردند. ترکیه با چهار امتیاز دوم شد. کاستاریکا هم چهار امتیاز داشت اما به دلیل تفاضل گل کمتر حذف شد.

### گروه D
| رتبه | تیم                 | بازی | برد | مساوی | باخت | گل زده | گل خورده | گل تفاضل | امتیاز | صلاحیت             |
| ---- | ------------------- | ---- | --- | ----- | ---- | ------ | -------- | -------- | ------ | ------------------ |
| ۱    | کرهٔ جنوبی (H)       | ۳    | ۲   | ۱     | ۰    | ۴      | ۱        | ۳+       | ۷      | صعود به مرحله حذفی |
| ۲    | ایالات متحده آمریکا | ۳    | ۱   | ۱     | ۱    | ۵      | ۶        | ۱−       | ۴      | صعود به مرحله حذفی |
| ۳    | پرتغال              | ۳    | ۱   | ۰     | ۲    | ۶      | ۴        | ۲+       | ۳      |                    |
| ۴    | لهستان              | ۳    | ۱   | ۰     | ۲    | ۳      | ۷        | ۴−       | ۳      |                    |

این جام برای پرتغال رقابت دشواری بود. انتظار می‌رفت آن‌ها در گروه D به راحتی به دور بعد برسند، اما تیم آنتونیو اولیویرا در بازی با کره جنوبی، لهستان و آمریکا تنها یک برد به دست آورد. آمریکا تیم شگفتی‌ساز گروه بود و برد سه بر دو مقابل پرتغال آن‌ها را به دور بعد رساند.

### گروه E
| رتبه | تیم           | بازی | برد | مساوی | باخت | گل زده | گل خورده | گل تفاضل | امتیاز | صلاحیت             |
| ---- | ------------- | ---- | --- | ----- | ---- | ------ | -------- | -------- | ------ | ------------------ |
| ۱    | آلمان         | ۳    | ۲   | ۱     | ۰    | ۱۱     | ۱        | ۱۰+      | ۷      | صعود به مرحله حذفی |
| ۲    | جمهوری ایرلند | ۳    | ۱   | ۲     | ۰    | ۵      | ۲        | ۳+       | ۵      | صعود به مرحله حذفی |
| ۳    | کامرون        | ۳    | ۱   | ۱     | ۱    | ۲      | ۳        | ۱−       | ۴      |                    |
| ۴    | عربستان سعودی | ۳    | ۰   | ۰     | ۳    | ۰      | ۱۲       | ۱۲−      | ۰      |                    |

در گروه E آلمان به راحتی دور بعد راه یافت. آن‌ها در اولین بازی خود عربستان سعودی را هشت بر صفر شکست دادند. جمهوری ایرلند هم با پیروزی سه بر صفر مقابل عربستان در دیدار آخر خود به دور بعد رسید. در این گروه کامرون به همراه عربستان از دور رقابت‌ها حذف شدند.
در این مسابقات تیم ملی عربستان به عنوان ضعیف‌ترین تیم انتخاب شد.

### گروه F
| رتبه | تیم      | بازی | برد | مساوی | باخت | گل زده | گل خورده | گل تفاضل | امتیاز | صلاحیت             |
| ---- | -------- | ---- | --- | ----- | ---- | ------ | -------- | -------- | ------ | ------------------ |
| ۱    | سوئد     | ۳    | ۱   | ۲     | ۰    | ۴      | ۳        | ۱+       | ۵      | صعود به مرحله حذفی |
| ۲    | انگلستان | ۳    | ۱   | ۲     | ۰    | ۲      | ۱        | ۱+       | ۵      | صعود به مرحله حذفی |
| ۳    | آرژانتین | ۳    | ۱   | ۱     | ۱    | ۲      | ۲        | ۰        | ۴      |                    |
| ۴    | نیجریه   | ۳    | ۰   | ۱     | ۲    | ۱      | ۳        | ۲−       | ۱      |                    |

دیگر تیم مدعی در گروه F حضور داشت که به سرعت حذف شد. آرژانتین نتوانست در «گروه مرگ» موفقیتی کسب کند. آن‌ها نیجریه را بردند، به انگلیس باختند و با سوئد مساوی کردند. سوئد تیم اول گروه شد و به همراه انگلیس به دور بعد رسید.

### گروه G
| رتبه | تیم     | بازی | برد | مساوی | باخت | گل زده | گل خورده | گل تفاضل | امتیاز | صلاحیت             |
| ---- | ------- | ---- | --- | ----- | ---- | ------ | -------- | -------- | ------ | ------------------ |
| ۱    | مکزیک   | ۳    | ۲   | ۱     | ۰    | ۴      | ۲        | ۲+       | ۷      | صعود به مرحله حذفی |
| ۲    | ایتالیا | ۳    | ۱   | ۱     | ۱    | ۴      | ۳        | ۱+       | ۴      | صعود به مرحله حذفی |
| ۳    | کرواسی  | ۳    | ۱   | ۰     | ۲    | ۲      | ۳        | ۱−       | ۳      |                    |
| ۴    | اکوادور | ۳    | ۱   | ۰     | ۲    | ۲      | ۴        | ۲−       | ۳      |                    |

در این گروه ۴ تیم ایتالیا، مکزیک، کرواسی و اکوادور حضور داشتند که مکزیک و ایتالیا از این گروه صعود کردند.

### گروه H
| رتبه | تیم      | بازی | برد | مساوی | باخت | گل زده | گل خورده | گل تفاضل | امتیاز | صلاحیت             |
| ---- | -------- | ---- | --- | ----- | ---- | ------ | -------- | -------- | ------ | ------------------ |
| ۱    | ژاپن (H) | ۳    | ۲   | ۱     | ۰    | ۵      | ۲        | ۳+       | ۷      | صعود به مرحله حذفی |
| ۲    | بلژیک    | ۳    | ۱   | ۲     | ۰    | ۶      | ۵        | ۱+       | ۵      | صعود به مرحله حذفی |
| ۳    | روسیه    | ۳    | ۱   | ۰     | ۲    | ۴      | ۴        | ۰        | ۳      |                    |
| ۴    | تونس     | ۳    | ۰   | ۱     | ۲    | ۱      | ۵        | ۴−       | ۱      |                    |

در آسانترین گروه جام جهانی، بلژیک و ژاپن صعود کردند و تیم‌های تونس و روسیه از جام خداحافظی کردند.

## مرحله حذفی
|  | یک هشتم نهایی                      | یک هشتم نهایی                      |                                       |       | یک چهارم نهایی | یک چهارم نهایی |                         |                         | نیمه نهایی | نیمه نهایی |  |  | فینال | فینال |
|  |                                    |                                    |                                       |       |                |                |                         |                         |            |            |  |  |       |       |
|  | ۱۵ ژوئن – ورزشگاه جام‌جهانی ججو     |                                    |                                       |       |                |                |                         |                         |            |            |  |  |       |       |
|  |                                    |                                    |                                       |       |                |                |                         |                         |            |            |  |  |       |       |
|  | آلمان                              | 1                                  |                                       |       |                |                |                         |                         |            |            |  |  |       |       |
|  | آلمان                              | 1                                  | ۲۱ ژوئن – ورزشگاه فوتبال اولسان مونسو |       |                |                |                         |                         |            |            |  |  |       |       |
|  | پاراگوئه                           | 0                                  |                                       |       |                |                |                         |                         |            |            |  |  |       |       |
|  | پاراگوئه                           | 0                                  | آلمان                                 | 1     |                |                |                         |                         |            |            |  |  |       |       |
|  | ۱۷ ژوئن – ورزشگاه جام‌جهانی جئونجو  |                                    | آلمان                                 | 1     |                |                |                         |                         |            |            |  |  |       |       |
|  |                                    | ایالات متحده آمریکا                | 0                                     |       |                |                |                         |                         |            |            |  |  |       |       |
|  | مکزیک                              | ایالات متحده آمریکا                | 0                                     | 0     |                |                |                         |                         |            |            |  |  |       |       |
|  | مکزیک                              |                                    | ۲۵ ژوئن – ورزشگاه جام جهانی سئول      | 0     |                |                |                         |                         |            |            |  |  |       |       |
|  | ایالات متحده آمریکا                | 2                                  |                                       |       |                |                |                         |                         |            |            |  |  |       |       |
|  | ایالات متحده آمریکا                | 2                                  | آلمان                                 | 1     |                |                |                         |                         |            |            |  |  |       |       |
|  | ۱۶ ژوئن – ورزشگاه جام‌جهانی سوون    |                                    | آلمان                                 | 1     |                |                |                         |                         |            |            |  |  |       |       |
|  |                                    | کرهٔ جنوبی                          | 0                                     |       |                |                |                         |                         |            |            |  |  |       |       |
|  | اسپانیا (پ)                        | کرهٔ جنوبی                          | 0                                     | 1 (3) |                |                |                         |                         |            |            |  |  |       |       |
|  | اسپانیا (پ)                        | ۲۲ ژوئن – ورزشگاه جام‌جهانی گوانگجو |                                       | 1 (3) |                |                |                         |                         |            |            |  |  |       |       |
|  | جمهوری ایرلند                      | 1 (2)                              |                                       |       |                |                |                         |                         |            |            |  |  |       |       |
|  | جمهوری ایرلند                      | 1 (2)                              | اسپانیا                               | 0 (3) |                |                |                         |                         |            |            |  |  |       |       |
|  | ۱۸ ژوئن – ورزشگاه جام‌جهانی دائجونگ |                                    | اسپانیا                               | 0 (3) |                |                |                         |                         |            |            |  |  |       |       |
|  |                                    | کرهٔ جنوبی (پ)                      | 0 (5)                                 |       |                |                |                         |                         |            |            |  |  |       |       |
|  | کرهٔ جنوبی (و. ا)                   | کرهٔ جنوبی (پ)                      | 0 (5)                                 | 2     |                |                |                         |                         |            |            |  |  |       |       |
|  | کرهٔ جنوبی (و. ا)                   |                                    | ۳۰ ژوئن – ورزشگاه بین‌المللی یوکوهاما  | 2     |                |                |                         |                         |            |            |  |  |       |       |
|  | ایتالیا                            | ۱                                  |                                       |       |                |                |                         |                         |            |            |  |  |       |       |
|  | ایتالیا                            | ۱                                  | آلمان                                 | 0     |                |                |                         |                         |            |            |  |  |       |       |
|  | ۱۵ ژوئن – ورزشگاه نیگاتا           |                                    | آلمان                                 | 0     |                |                |                         |                         |            |            |  |  |       |       |
|  |                                    | برزیل                              | 2                                     |       |                |                |                         |                         |            |            |  |  |       |       |
|  | دانمارک                            | برزیل                              | 2                                     | 0     |                |                |                         |                         |            |            |  |  |       |       |
|  | دانمارک                            | ۲۱ ژوئن – ورزشگاه شیزوئوکا         |                                       | 0     |                |                |                         |                         |            |            |  |  |       |       |
|  | انگلستان                           | 3                                  |                                       |       |                |                |                         |                         |            |            |  |  |       |       |
|  | انگلستان                           | 3                                  | انگلستان                              | 1     |                |                |                         |                         |            |            |  |  |       |       |
|  | ۱۷ ژوئن – ورزشگاه خانگی کوبه       |                                    | انگلستان                              | 1     |                |                |                         |                         |            |            |  |  |       |       |
|  |                                    | برزیل                              | 2                                     |       |                |                |                         |                         |            |            |  |  |       |       |
|  | برزیل                              | برزیل                              | 2                                     | 2     |                |                |                         |                         |            |            |  |  |       |       |
|  | برزیل                              |                                    | ۲۶ ژوئن – ورزشگاه سایتاما             | 2     |                |                |                         |                         |            |            |  |  |       |       |
|  | بلژیک                              | 0                                  |                                       |       |                |                |                         |                         |            |            |  |  |       |       |
|  | بلژیک                              | 0                                  | برزیل                                 | 1     |                |                |                         |                         |            |            |  |  |       |       |
|  | ۱۶ ژوئن – ورزشگاه اوئیتا           |                                    | برزیل                                 | 1     |                |                |                         |                         |            |            |  |  |       |       |
|  |                                    | ترکیه                              | 0                                     |       | رده‌بندی        | رده‌بندی        |                         |                         |            |            |  |  |       |       |
|  | سوئد                               | ترکیه                              | 0                                     | 1     | رده‌بندی        | رده‌بندی        |                         |                         |            |            |  |  |       |       |
|  | سوئد                               | ۲۲ ژوئن – ورزشگاه ناگای            | ۲۲ ژوئن – ورزشگاه ناگای               | 1     |                |                | ۲۹ ژوئن – ورزشگاه دائجو | ۲۹ ژوئن – ورزشگاه دائجو |            |            |  |  |       |       |
|  | سنگال (و. ا)                       | ۲۲ ژوئن – ورزشگاه ناگای            | ۲۲ ژوئن – ورزشگاه ناگای               | ۲     |                |                | ۲۹ ژوئن – ورزشگاه دائجو | ۲۹ ژوئن – ورزشگاه دائجو |            |            |  |  |       |       |
|  | سنگال (و. ا)                       | سنگال                              | 0                                     | ۲     | کرهٔ جنوبی      | 2              |                         |                         |            |            |  |  |       |       |
|  | ۱۸ ژوئن – ورزشگاه میاگی            | سنگال                              | 0                                     |       | کرهٔ جنوبی      | 2              |                         |                         |            |            |  |  |       |       |
|  |                                    | ترکیه (و. ا)                       | ۱                                     |       | ترکیه          | 3              |                         |                         |            |            |  |  |       |       |
|  | ژاپن                               | ترکیه (و. ا)                       | ۱                                     | 0     | ترکیه          | 3              |                         |                         |            |            |  |  |       |       |
|  | ژاپن                               |                                    |                                       | 0     |                |                |                         |                         |            |            |  |  |       |       |
|  | ترکیه                              | 1                                  |                                       |       |                |                |                         |                         |            |            |  |  |       |       |
|  | ترکیه                              | 1                                  |                                       |       |                |                |                         |                         |            |            |  |  |       |       |

### یک‌هشتم نهایی
در روز اول، آلمان پاراگوئه را یک بر صفر برد و انگلیس دانمارک را سه بر صفر.
بازی‌های روز دوم به وقت اضافی کشید. اسپانیا در ضربات پنالتی به سختی ایرلند را برد و سنگال هم با گل طلایی هنری کامرا سوئد را شکست داد.
مکزیک و آمریکا، دو رقیب هم‌قاره‌ای هم به مصاف هم رفتند و آمریکا با دو گل برایان مک‌براید و لاندن داناوان پیروز شد. برزیل هم مقابل بلژیک اشتباهی مرتکب نشد و دو بر صفر بازی را برد.
آخرین روز دور یک‌هشتم نهایی روز بسیار سختی برای میزبان‌ها بود. ژاپن مقابل ترکیه یک بر صفر شکست خورد، آن هم در مسابقه‌ای که بیشترین تماشاگر مرحله یک‌هشتم نهایی را داشت. کره هم با گل طلایی مشهور آن یونگ هوان در دقیقه ۱۱۷، ایتالیا را شکست داد و به دور بعد رسید.

### یک‌چهارم نهایی
در بزرگ‌ترین مسابقه این مرحله، برزیل در حالی که از انگلیس عقب افتاده بود با بازگشت در نیمه دوم بازی را دو بر یک برد. دیوید سیمن در این دیدار از فاصله نزدیک به ۴۰ متری مغلوب ضربه چیپ رونالدینیو شد.
آلمان توانست با پیروزی یک بر صفر مقابل آمریکا به نیمه‌نهایی برسد. آمریکا تیم برتر میدان بود اما گل میشاییل بالاک در دقیقه ۳۸ تفاوت دو تیم را رقم زد.
کره پس از حذف ایتالیا در دور یک‌هشتم نهایی، بار دیگر شگفتی‌ساز شد و در یک بازی جنجالی اسپانیا را که دو گلش در جریان بازی مردود اعلام شده بود، از پیش رو برداشت؛ بازی با نتیجه مساوی بدون گل به پنالتی کشید و کره‌ای‌ها با گل کردن هر پنج ضربه خود پیروز شدند.
در آخرین بازی هم ترکیه با گل طلایی ایلهان سنگال را برد.

### نیمه‌نهایی
در بازی‌های نیمه‌نهایی شگفتی چندانی رقم نخورد و برزیل و آلمان به فینال رسیدند. در اولین بازی آلمان با یک ضربه دیگر از میشاییل بالاک یک بر صفر کره را برد، هر چند که بالاک اخطار گرفت و فینال را از دست داد.
برزیل هم رؤیای ترکیه را تبدیل به کابوس کرد و آن‌ها را یک بر صفر شکست داد. رونالدو گلزن این دیدار بود و برزیلی‌ها حاکم مطلق میدان بودند.

## فینال
| آلمان | ۰–۲    | برزیل            |
| ----- | ------ | ---------------- |
|       | Report | رونالدو ۶۷'، ۷۹' |

| قهرمان جام جهانی ۲۰۰۲  |
| ---------------------- |
| · برزیل · پنجمین عنوان |

## دیگر
رونالدو گل‌زن برتر جام شد؛ او به آمار خیره‌کننده هشت گل دست یافت. اما با این حال اولیور کان توپ طلا را برد و به عنوان بازیکن برتر آن یک ماه انتخاب شد. او ضربات حریفان را یکی پس از دیگری می‌گرفت و گل زدن به آلمان برای هر تیمی دشوار بود. آن‌ها در هفت بازی خود تنها سه گل دریافت کردند که دو گل در فینال بود.
گل‌زنان برتر:
- ۸ - رونالدو
- ۵ – ریوالدو
- ۵ – میروسلاو کلوزه
- ۴ – یان دال توماسون
- ۴ – کریستین ویه‌ری
- ۳ – مارک ویلموتس
- ۳ – میشاییل بالاک
- ۳ – رابی کین.

تیم فوتبال کامرون به دلیل استفاده از لباس‌های بدون آستین که برخلاف قوانین فیفا بود، مجبور شد از لباس‌های آستین کوتاه زیر لباس اصلی استفاده کند.
- پیروزی برزیل برابر آلمان در فینال سال ۲۰۰۲، برابر با رکورد هفت پیروزی پیاپی تیم ایتالیا در سال‌های ۱۹۳۴ و ۳۸ بود.
- شکست فرانسه مقابل سنگال، ضعیف‌ترین نتیجه و نمایش تیم مدافع قهرمانی در تاریخ ۷۲ ساله جام جهانی بود. فرانسه با یک امتیاز از سه مسابقه گروهی خود حذف شد.
- حضور کره جنوبی در نیمه نهایی، بهترین نتیجه آسیایی‌ها در رقابت‌های جام جهانی بود. پیش از این کره شمالی در سال ۱۹۶۶ به یک چهارم نهایی راه یافته بود.
- دو کشور میزبان بر سر نامگذاری این رقابت‌ها دچار اختلاف شدند. ژاپنی‌ها مایل بودند نام "ژاپن - کره ۲۰۰۲" روی هفدهمین پیکار جهانی گذاشته شود و کره ای‌ها روی نام "کره - ژاپن ۲۰۰۲" پافشاری می‌کردند.
- سال ۲۰۰۲ آخرین دوره‌ای بود که تیم قهرمان بدون حضور در مقدماتی‌ها به مرحله اصلی راه یافت. از دوره هیجدهم به بعد مدافع قهرمانی نیز باید در مسابقات مقدماتی شرکت کند.
- آقای گل: رونالدو (۸ گل)
- جایزه بهترین بازیکن: اولیور کان
- جایزه بازی جوانمردانه: بلژیک
- جایزه فیفا برای بهترین تیم: کره جنوبی
- جایزه یاشین برای بهترین دروازه‌بان: اولیور کان

### حاشیه‌ها
در جریان مسابقه تیم‌های برزیل و ترکیه در مرحلهٔ گروهی (دو تیم یک بار دیگر نیز در نیمه نهایی با هم رو به رو شدند)، ریوالدو هافبک برزیل برای ضربه کرنر آماده شده بود و هاکان اونسال مدافع ترکیه ضربه‌ای به توپ زد تا توپ را به ریوالدو بدهد. شوت هاکان اونسال به ریوالدو اصابت کرد. ریوالدو اینطور وانمود کرد که این ضربه به سر او وارد شده و خود را در حالت «مصدومیت» روی زمین انداخت. داور مسابقه هاکان اونسال را از زمین اخراج کرد؛ ولی بازپخش تصاویر تلویزیونی به خوبی نشان داد که ریوالدو نقش بازی می‌کرد.